# Ramnogaster
Ramnogaster is een geslacht van straalvinnige vissen uit de familie van haringen (Clupeidae).

## Soorten
- Ramnogaster arcuata Jenyns, 1842
- Ramnogaster melanostoma Eigenmann, 1907